# Ich nehm dich bei der Hand
Ich nehm dich bei der Hand ist ein von David Wiesner geschriebenes Lied aus dem Jahr 1999, das durch einen Kinderchor interpretiert wurde. Es handelt sich dabei um das Abspannlied zur deutschen Fernsehserie SimsalaGrimm. 

## Entstehung und Veröffentlichung
Das Lied wurde von David Wiesner getextet und komponiert sowie durch einen Kinderchor interpretiert. Der Titel entstand für die deutsche Zeichentrickserie SimsalaGrimm, wo es im Abspann zu hören war. Im Original wurde das Lied durch BMG Rights Management verlegt. Bei der GEMA ist hierfür ebenfalls die Titelbezeichnung Take You by the Hand hinterlegt.

## Coverversionen

### Luca-Dante Spadafora
2023 veröffentlichte der deutsche DJ und Musikproduzent Luca-Dante Spadafora eine Techno-Coverversion zu Ich nehm dich bei der Hand. Diese wurde von ihm selbst umgeschrieben und produziert. Seine Version erschien am 20. Dezember 2023 als Single bei Zeitgeist Records. Diese erschien als digitaler Einzeltrack zum Download und Streaming. Das dazugehörige Musikvideo zählte bis Januar 2025 über 2,4 Millionen Aufrufe auf der Videoplattform YouTube.
Die Single erreichte am 9. Februar 2024 mit Rang 73 erstmals die deutschen Singlecharts. Seine beste Platzierung erreichte die Single zwei Wochen später mit Rang 72, sie platzierte sich insgesamt vier Wochen am Stück in den Charts, letztmals am 1. März 2024. Es avancierte nach Mädchen auf dem Pferd zum zweiten Charthit für Spadafora in Deutschland.
| ChartsChartplatzierungen | Höchstplatzierung | Wochen |
| ------------------------ | ----------------- | ------ |
| Deutschland (GfK)        | 72 (4 Wo.)        | 4      |

### Weitere Coverversionen
- 2023: Frank Furt[2]
- 2023: Nancy Franck[2]